# Frederik J. Forell
Friedrich Joachim Forell auch Frederick Forell (* 15. September 1888 in Glatz/Schlesien; † 2. April 1968 in Iowa City) war ein deutscher Pfarrer. Im Exil in den USA nahm er eine Tätigkeit in der Flüchtlingsseelsorge an.

## Werdegang
Friedrich Forell studierte Philosophie und Theologie in Breslau und Gießen. Während des Ersten Weltkrieges war er von 1915 bis 1917 Garnisonsprediger und Pfarrer. Nach seiner Entlassung aus dem Heeresdienst wurde er Pfarrer in Michelsdorf im Riesengebirge und ab 1926 in Breslau. Er war Mitbegründer des Christlich-Sozialen Volksdienstes. Während eines Studienaufenthaltes in London lernte er Bischof Bell kennen, dem er freundschaftlich verbunden blieb.

## Gegner des Nationalsozialismus
Friedrich Forell war entschiedener Gegner des Nationalsozialismus und wurde 1933 seines Amtes enthoben. Wegen seiner politischen Haltung musste er aus Deutschland fliehen.

## Emigration
Forell emigrierte über die Tschechoslowakei zunächst nach Österreich, wo er Leiter der Schwedischen Israelmission wurde (Wien, Seegasse 16). Dort stand er in engem Kontakt zu anderen Predigern im Rahmen der Evangelischen Allianz. Von November 1933 bis Januar 1938 nahm er regelmäßig an den Treffen teil, einige Male gemeinsam mit seiner Frau. Bei einem solchen Treffen hielt er auch selbst ein Referat, und zwar am 1. Oktober 1934; das erhaltene Protokoll gibt einen kleinen Einblick in Forells Predigen: Er sprach über den Römerbrief zum Thema: „Sieg des Geistes über das Fleisch“. Dabei unterschied er die Aufgabe des Predigers (er soll erbauen) von der des Theologen (der ein Schriftgelehrter ist). Römer 7 bezieht Forell auf den sündigen Menschen, der nach reformatorischer Auffassung „sehr wohl der neue Mensch sein kann“. Die Sicht des Katholizismus zu Glaube und Werke lasse keine Heilsgewissheit zu, während die Schwärmer dieses Thema von ihrer Zukunftserwartung her sehen. Am 6. April 1936 bat Forell die in der Allianz versammelten Gemeindemitarbeiter „um Interesse für die Emigranten unter den Nichtariern“.
Nach dem Anschluss Österreichs 1938 flüchtete Forell über Polen, die Baltischen Staaten, Schweden, Dänemark und Großbritannien nach Frankreich, wo er Flüchtlingen half; er arbeitete dort mit Marc Boegner (Präsident des französischen Protestantischen Kirchenbundes) zusammen. Nach Kriegsausbruch wurde er, wie viele andere deutsche Emigranten, interniert. Es gelang ihm aus dem Lager zu fliehen und ein Einreisevisum für die USA zu erhalten. Sein Fluchtweg (1940) war der vieler deutscher Emigranten: Er führte über Spanien und Portugal und weiter über den Seeweg in die USA. Dort nahm er eine Tätigkeit in der Flüchtlingsseelsorge auf. Frederick J. Forell gründete das Christian Fellowship for Newcomers und scharte eine deutschsprachige evangelische Gemeinde um sich.

## Arbeit für ein demokratisches Nachkriegsdeutschland
1944 wurde Forell Mitglied des Organisationskomitees des Council for a Democratic Germany (CDG). Nach dem Ende der Naziherrschaft blieb er in den USA, kehrte aber zu häufigen Besuchen nach Deutschland zurück. Aufgrund dieser Arbeit erhielt er den Titel eines Kirchenrats der schlesischen Landeskirche. Nach F. J. Forell wurde ein Heim der Inneren Mission in Görlitz benannt. Er starb 1968.

## Auszeichnungen
- 1963: Großes Bundesverdienstkreuz
- 1962: Ehrenplakette des Bundes der Vertriebenen